# Rossel (Insel)
Rossel (auch Yela) ist die östlichste Insel des Louisiade-Archipels; politisch gehört sie zur Provinz Milne Bay im südöstlichen Teil Papua-Neuguineas.

## Bevölkerung
Nach der Volkszählung 2000 hatte die Insel 3821 Einwohner, die sich auf 27 kleine Dörfer und vier separate Einrichtungen verteilten. Hinzu kamen 70 Einwohner auf der kleinen vor der Nordwestküste gelegenen Nebeninsel Wule Island (High Island). Größte Orte sind Pumba und Cheme im Nordosten der Insel nahe dem Hauptort Jinjo.
| Census Unit Number | Name                   | Ward              | Haushalte | Bevölkerung männlich | Bevölkerung weiblich | Bevölkerung insgesamt | Koordinaten             |
| ------------------ | ---------------------- | ----------------- | --------- | -------------------- | -------------------- | --------------------- | ----------------------- |
| 001                | Kark                   | 10 Damunu         | 22        | 63                   | 67                   | 130                   | 11,3507° S, 154,0095° O |
| 002                | Damujo                 | 10 Damunu         | 16        | 69                   | 67                   | 136                   | 11,3497° S, 154,0095° O |
| 003                | Biambe                 | 10 Damunu         | 19        | 55                   | 66                   | 121                   | 11,3611° S, 154,0108° O |
| 004                | Yendi                  | 10 Damunu         | 17        | 61                   | 72                   | 133                   | 11,3624° S, 154,001° O  |
| 401                | Damunu Mission         | 10 Damunu         | 13        | 21                   | 21                   | 42                    | 11,3432° S, 154,0061° O |
| 001                | Morpa                  | 11 Morpa          | 41        | 99                   | 109                  | 208                   | 11,2988° S, 154,0639° O |
| 003                | Wule Island            | 11 Morpa          | 13        | 36                   | 34                   | 70                    | 11,3035° S, 154,0293° O |
| 004                | Mbuwo                  | 11 Morpa          | 22        | 47                   | 61                   | 108                   | 11,3197° S, 154,0861° O |
| 005                | Ionga Bay              | 11 Morpa          | 34        | 81                   | 93                   | 174                   | 11,3543° S, 154,1125° O |
| 010                | Wulanga Bay            | 12 Wulunga Bay    | 23        | 60                   | 64                   | 124                   | 11,3096° S, 154,1286° O |
| 011                | Pum                    | 12 Wulunga Bay    | 37        | 89                   | 100                  | 189                   | 11,312° S, 154,1682° O  |
| 012                | Pwepwo                 | 12 Wulunga Bay    | 24        | 55                   | 60                   | 115                   | 11,3084° S, 154,1835° O |
| 005                | Jinjo                  | 13 Jinjo          | 23        | 73                   | 73                   | 146                   | 11,3167° S, 154,2361° O |
| 006                | Pumba                  | 13 Jinjo          | 54        | 162                  | 162                  | 324                   | 11,3124° S, 154,2264° O |
| 007                | Cheme                  | 13 Jinjo          | 46        | 113                  | 121                  | 234                   | 11,3222° S, 154,2451° O |
| 501                | Jinjo Stn              | 13 Jinjo          | 16        | 42                   | 55                   | 97                    | 11,317° S, 154,2373° O  |
| 001                | Tia                    | 14 Abeleti        | 21        | 44                   | 45                   | 89                    | 11,3992° S, 154,2078° O |
| 002                | Mwakpe                 | 14 Abeleti        | 17        | 35                   | 33                   | 68                    | 11,3791° S, 154,1972° O |
| 003                | Ngatete                | 14 Abeleti        | 19        | 57                   | 54                   | 111                   | 11,3965° S, 154,1571° O |
| 004                | Ghapa'Ambeme           | 14 Abeleti        | 12        | 38                   | 37                   | 75                    | 11,4143° S, 154,251° O  |
| 005                | Piniga                 | 14 Abeleti        | 40        | 117                  | 112                  | 229                   | 11,3781° S, 154,2829° O |
| 007                | N'Jaru                 | 15 N'Jaru         | 8         | 24                   | 20                   | 44                    | 11,403° S, 154,1481° O  |
| 008                | Wale                   | 15 N'Jaru         | 22        | 64                   | 72                   | 136                   | 11,4058° S, 154,1259° O |
| 009                | Wamadaknop             | 15 N'Jaru         | 18        | 40                   | 32                   | 72                    | 11,4022° S, 154,1492° O |
| 010                | Vyukwa                 | 15 N'Jaru         | 35        | 85                   | 94                   | 179                   | 11,3978° S, 154,1567° O |
| 401                | Njaru Community School | 15 N'Jaru         | 5         | 15                   | 16                   | 31                    | 11,3935° S, 154,2228° O |
| 008                | Pambwa                 | 17 Pambwa / Saman | 11        | 37                   | 46                   | 83                    | 11,418° S, 154,0655° O  |
| 009                | Saman                  | 17 Pambwa / Saman | 11        | 34                   | 33                   | 67                    | 11,4183° S, 154,0816° O |
| 010                | Dole                   | 17 Pambwa / Saman | 16        | 51                   | 52                   | 103                   | 11,363° S, 154,0004° O  |
| 011                | Pemma                  | 17 Pambwa / Saman | 34        | 93                   | 97                   | 190                   | 11,4173° S, 154,0836° O |
| 012                | Chambwa                | 17 Pambwa / Saman | 12        | 30                   | 23                   | 53                    | 11,4203° S, 154,0985° O |
| 502                | Pambwa Station         | 17 Pambwa / Saman | 4         | 7                    | 3                    | 10                    | 11,4043° S, 154,0127° O |

## Geschichte
Der Louisiade-Archipel wird seit etwa 1500 v. Chr. von Polynesiern bewohnt. Wahrscheinlich wurden die Inseln des Archipels bereits 1606 vom spanischen Kapitän Luiz Váez de Torres entdeckt. Im Jahre 1768 besuchte sie Louis Antoine de Bougainville, der sie nach dem damaligen französischen König Louis XV. benannte. Die Insel Rossel wurde 1793 von Joseph Bruny d’Entrecasteaux nach dem Geowissenschaftler Élizabeth Paul Edouard de Rossel, dem damaligen ersten Offizier der Fregatte Recherche und späteren Konteradmiral
benannt.
1858 kam es zum Untergang des französischen Schiffes St. Paul unter dem Kommando von Kapitän Pennant mit 327 chinesischen Kulis auf dem Weg nach Australien vor Rossel. Eine Such- und Hilfsexpedition des Schiffes Styx unter dem Befehl von Leutnant Grimoult, die am 25. Januar 1859 zurückkehrte, stellte fest, dass alle Überlebenden bis auf einen Chinesen, der nach Sydney gebracht wurde, von den Einheimischen nacheinander umgebracht und verzehrt wurden.

## Beschreibung
Die Vulkaninsel erstreckt sich 34 km in Ost-West-Richtung, sie ist bis zu 11 km breit. Mit einer Fläche von 262,5 km² ist sie nach Vanatinai die zweitgrößte Insel des Archipels. 1978 wurde die Bevölkerung auf 3000 Menschen geschätzt. Die Einwohner sprechen Yélî Dnye, eine isolierte Sprache. Der Hauptort ist Jinjo an der Ostküste. Rossel ist mit dichten Wald bedeckt; fast die gesamte Südküste ist komplett bewaldet. Die höheren Lagen sind während des Südostmonsuns ständig wolkenverhangen.
Die höchste Erhebung ist mit 838 m der Mount Rossel (auch Mbgö) in der Nähe des östlichen Endes der Insel, des Kaps Deliverance. Der schroffen Gipfel weist in nördlicher und westlicher Richtung steile Hänge auf, während er nach Süden flacher ausläuft. Der südwestliche Bergrücken hat zwei weithin sichtbare Gipfel, die beide 549 m hoch aufragen. Der östliche, Mount Mo, hat ein flaches Plateau, während der westliche konisch ist. Am westlichen Ende der Insel befindet sich ein auffälliger konischer Gipfel mit einer Höhe von 347 m.
Ein Saumriff umschließt die große, etwa 88 km lange und bis zu 20 km breite Rossel-Lagune im Westen und eine kleinere Lagune im Osten. Die Rossel-Lagune erstreckt sich über 40 km vom westlichsten Punkt der Insel bis zur Rossel-Passage am westlichen Ende des Saumriffs. Das Barriereriff, das die Insel umgibt, ist schmal und hat vier Zugänge im Westen der Insel. Das Barriereriff verläuft im Süden durchgängig bis zur Rossel-Passage. Die Lagune ist 37 bis 64 m tief, mit einer Vielzahl von Sandbänken.
Eine Art der Mosaikschwanzratten, Melomys arcium, ist auf Rossel endemisch. Ebenso ist eine Art der Balsambaumgewächse, nämlich Rosselia bracteata Forman et al. aus dem Tribus Canarieae auf der Insel endemisch.
Laut Definition der International Hydrographic Organization (IHO) bildet eine Linie von der Südostspitze der Insel Neuguinea durch den Louisiade-Archipel bis nach Rossel die Südwestgrenze der Salomonensee zum Korallenmeer. Im Abschnitt zum Korallenmeer steht allerdings, dass sich diese Linie an den Riffen von den Uluma Reefs bis Tagula entlangzieht.